# Geschiedenis van Kralingen

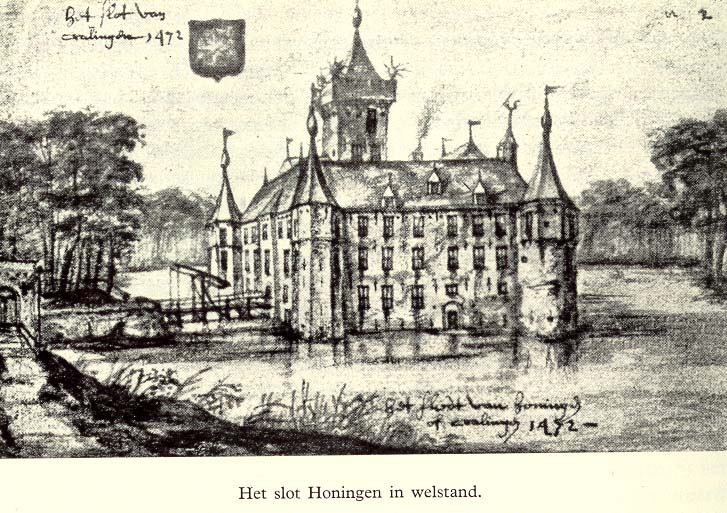
Slot Honingen

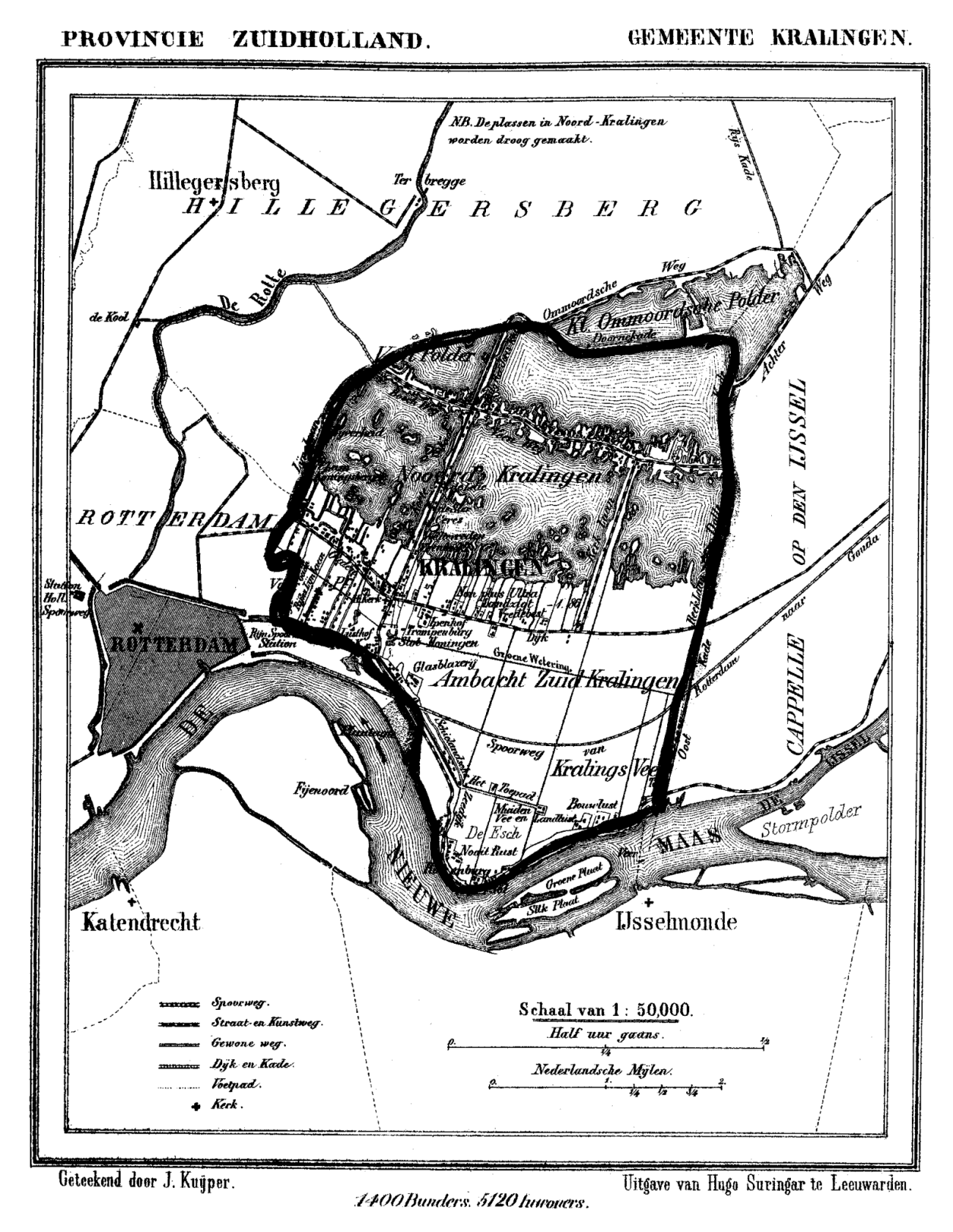
Kralingen in 1867

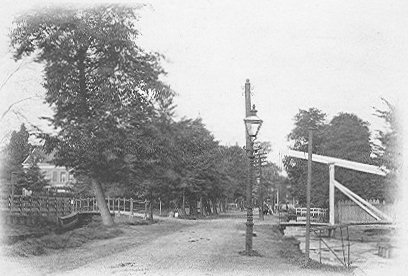
's-Gravenweg (1900)

De geschreven geschiedenis van Kralingen gaat terug tot 1244, in welk jaar sprake is van een zekere Hugo van Cralingen. Latere kronieken melden dat een van zijn voorvaderen, mogelijk Heer Gilles van Voorschoten, de heerlijkheid Cralinghe verwierf als beloning voor bewezen diensten aan de bisschop van Utrecht. De oudst bekende ambachtsheer is Ogier van Cralingen. Aan het eind van de 14e eeuw viel de heerlijkheid toe aan de familie Van de Lecke en in 1657 aan de minderjarige Johan Willem du Faget. Diens voogd verkocht het gebied in 1668 aan de stad Rotterdam voor 88.000 karolus guldens.
Inbegrepen waren het Slot Honingen (de ruïne die restte na de Tachtigjarige Oorlog) en de Kapel van Kralingen met grafstede in de Sint-Laurenskerk. De polder zelf lag in de huidige wijk Prinsenland.
Het oude dorp Kralingen lag aan de Veenweg, die liep van de begraafplaats Oud Kralingen tot aan de Kralingse Plas. Het veen in de omgeving van Kralingen werd in eerste instantie als landbouwgrond gebruikt. Toen de vraag naar turf als brandstof in de 17e eeuw begon toe te nemen, nam het turfsteken in Kralingen een hoge vlucht. Het veen werd tot ver onder de waterspiegel weggebaggerd, waardoor een groot aantal veenplassen tussen Kralingen en Nieuwerkerk aan den IJssel ontstonden.
Door de turfwinning kwam Kralingen op een smalle strook land tussen de plassen te liggen. In de 18e eeuw verplaatste het centrum van het dorp zich naar het kruispunt van de Oudedijk, de
's-Gravenweg, de Kortekade en de Hoflaan. Het oorspronkelijke dorp raakte ontvolkt. Halverwege de 19de eeuw werden de plassen (behalve de Kralingse Plas) weer drooggelegd en ontstond de Prins Alexanderpolder. De oude Veenweg verdween toen volledig.
In 1795 werden Schout en Schepenen van de ambachtsheerlijkheid als gemeentebestuur aangesteld. Veel welgestelde Rotterdammers hadden in die tijd een buitenplaats in Kralingen. Bekende voorbeelden waren het eerder genoemde Honingen, Rozenburg, Jericho en Woudestein.
Het wapen van Kralingen zoals de gemeente voerde, een opvallende achtpuntige rode ster op gouden schild, is ontleend aan de heraldische tekens van de familie Van Cralingen.

## 19e eeuw
De oudste bestaande kerk van Kralingen is de hervormde Hoflaankerk uit 1841, een Waterstaatskerk van de hand van bouwmeester A. Roodenburg op de hoek van de Oudedijk. Aan het eind van de Hoflaan bij de Oostzeedijk staat de rooms-katholieke Sint Lambertuskerk uit 1877, een ontwerp van Evert Margry. Bezienswaardig is ook de Kuyl’s Fundatie, in 1814 door Pieter Pické gebouwd aan de Schiekade in Rotterdam Centrum en in 1969 verplaatst naar de nieuwe locatie ’s-Gravenweg 71. Uit liefde en voorzorg is een ander hofje dat eveneens een rijksmonument is. Het hofje werd in 1795 gesticht en werd toen gebouwd aan de Schiedamsesingel. In 1904 werd een nieuw hofje gerealiseerd aan de Voorschoterlaan in Kralingen. 
Thans vindt men in bijvoorbeeld de Lusthofstraat, de Jericholaan, Avenue Concordia en de stationshal van metrostation Voorschoterlaan nog enkele voorbeelden van jugendstil en latere art deco. Het Arboretum Trompenburg, in de 19e eeuw aangelegd op de buitenplaats 'Zomerlust', is internationaal vermaard onder plantenkenners en wordt dagelijks bezocht door wandelaars, die rust zoeken in de wereldstad Rotterdam. Het Park Rozenburg werd vanaf circa 1900 ingericht rond een treurwilg die eeuwenlang over een vijver hing, maar in 2002 of 2003 is bezweken. Oude monumentale bomen als platanen, berken, beuken, iepen en andere bomen vallen in Kralingen op. In 1760 werd de rode beuk Fagus Sylvatica Pupurea geplant die nu waarschijnlijk de oudste boom van Rotterdam is. Hij staat nu in de tuin van een huis aan de Slotlaan. Ook op de Vijverweg staan in tuinen drie eeuwenoude monumentale rode beuken, waarvan er één is gekapt. Dat leidde op 17 december 2020 tot de aangenomen motie Bescherm Rotterdamse bomen in de Gemeenteraad Rotterdam om bomenkap op privéterreinen te voorkomen.
Zo oud als de weg naar Kralingen is een Rotterdams gezegde om aan te duiden dat iets wel heel erg oud is. De in het spreekwoord bedoelde weg is de 's-Gravenweg, de oude weg van Gouda naar Kralingen. Waar deze weg overgaat in de Oudedijk, op de hoek met de Hoflaan, staat (een replica van) het oudste ANWB verkeersbord van Nederland: een wegwijzer richting Rotterdam 4 kilometer naar het Westen.
Het blad Mathematische Wetenschappen, Natuurwetenschappen en Geneeskunde uit 1888 geeft voor het Rotterdamse gezegde de volgende verklaring: "Engelberts ( Aloude Staat der Ned. ) meent, dat deze spreekwijze afkomstig is van de oude heerweg der Romeinen, waarvan bij Kralingen nog overblijfselen werden gevonden. Deze weg werd in de middeleeuwen nog gebruikt en zoo sprak men van den Kralingschen weg als een voorbeeld van hoogen ouderdom."
Halverwege de 19e eeuw werd een spoorwegverbinding naar Utrecht aangelegd. De Marinewerf aan de Oostzeedijk verdween en in 1856 werd de Ooster Oude Hoofdpoort gesloopt voor de bouw van een treinstation. In 1857 begon het opspuiten van land voor wat nu de Maasboulevard is. Het Maasstation heeft echter een letterlijk bewogen geschiedenis. In mei 1940 werd het gebouw grotendeels verwoest en in 1953 vertrok de laatste trein.
De Nieuwe Rotterdamsche Gasfabriek werd aan de Oostzeedijk gebouwd in 1852, ter aanvulling op de Gasfabriek Feijenoord. Later volgde een elektriciteitscentrale. De fabriek sloot in 1926. Sinds de jaren 1970 is een grondige sanering van de bodem gaande. Er resten een deel van de muur en een poortwachtershuis aan de Oudedijk.
Kralingen was sinds 1812 een zelfstandige gemeente en omvatte een groot gebied aan weerszijden van de Oudedijk met landerijen en buitenplaatsen. In het westen tegen de gemeentegrens met Rotterdam is dichtere stedelijk bebouwing aanwezig. In het oosten was er een grens met de gemeente Capelle aan den IJssel en in het noorden met de gemeente Hillegersberg. Het laatste raadhuis van de gemeente stond op de Hoek van Hoflaan, Oudedijk en 's Gravenweg. In 1895 werd de gemeente geannexeerd door Rotterdam.

## 20e eeuw

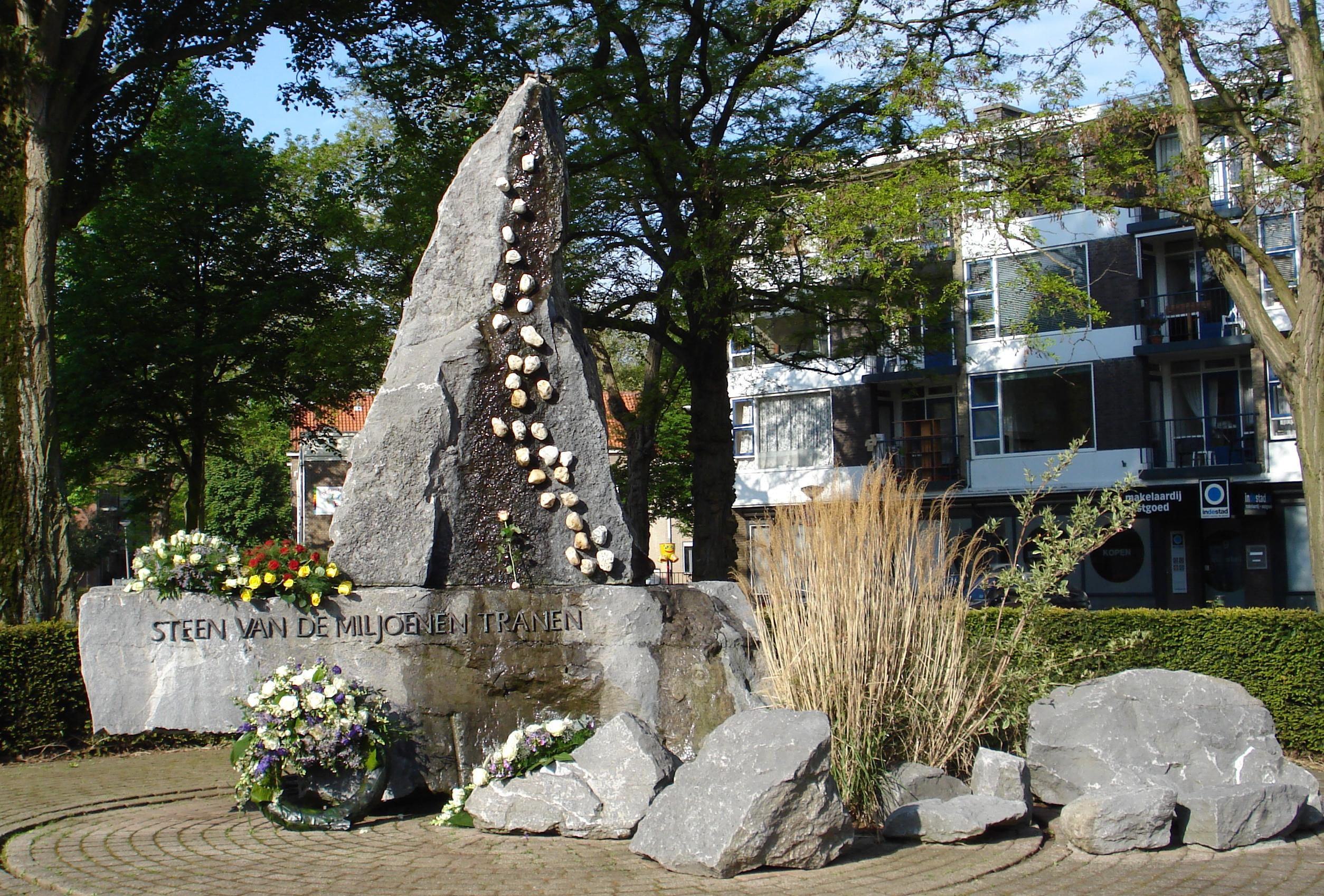
Monument: Steen van de miljoenen tranen

Op 14 mei 1940 is een groot deel van Kralingen verwoest door het bombardement op Rotterdam. De wijk lag in de aanvliegroute van de bommenwerpers. Een deel van de formatie "vloog rechtstreeks op de stad aan om de rechterzijde van de driehoek voor zijn rekening te nemen. Die liep vanaf het oostelijke stadsdeel Kralingen naar het centrum." Er stond bovendien een westenwind. Wie nu de wegwijzer volgt, komt na vierhonderd meter bij de Steen van de miljoenen tranen aan de Willem Ruyslaan, zoals vele straten vanaf dit punt vernoemd naar een in de oorlog door de bezetter vermoorde verzetsheld, de reder Willem Ruys.
Op de hoek met de Robert Baeldestraat opende Prins Bernhard in 1968 de nieuwe sociëteit Hermes van het Rotterdamsch Studenten Corps.
Het stratenpatroon en de architectuur zijn hier geheel naoorlogs, maar de route van de Honingerdijk via de Boven of Beneden Oostzeedijk over het Oostplein naar de Hoogstraat in het centrum is minstens zo oud als de Schielands Hoge Zeedijk.
Voor de komst van deelgemeenten werden in de 20e eeuw de stadswijken genummerd, hieraan herinneren op veel gevels nog de bordjes wijk 16. Er staan op het grondgebied van Kralingen 52 rijksmonumenten. De ambtswoning van de burgemeester werd verkocht ten tijde van burgemeester Peper, maar stond en staat in Kralingen.
In 1970 vond in het Kralingse Bos het driedaagse Holland Pop Festival plaats.